# ناحیه اکران، شهرستان پوریا، ایلینوی
شهرستان اکران، بخش پوریا، ایلینواز (به انگلیسی: Akron Township, Peoria County, Illinois) یک منطقهٔ مسکونی در ایالات متحده آمریکا است که در ایلی‌نوی واقع شده‌است.

## خصوصیات
شهرستان اکران ۱٬۰۶۸ نفر جمعیت دارد.